# Dones del mur
Dones del mur (en hebreu: נשות הכותל, Nashot HaKotel) és una associació feminista jueva amb seu a Israel que lluita per aconseguir que les dones tinguin dret a portar a sobre els rotlles de la Torà, a llegir la Torà i a dur les vestimentes religioses al Mur de les Lamentacions, també anomenat "Kotel". En aquest grup de pregària femení, diverses dones rabines es reuneixen un dia de cada mes, durant el Roix Hodeix (el primer dia del mes, segons el calendari hebreu), al Mur. El grup prega tradicionalment i està format per dones que volen llegir la Torà i que vesteixen el tal·lit (mantell de pregària jueu), les tefil·lín (filactèries) i la quipà, (gorra de pregària jueva). Malgrat que els usos i costums de les dones estan establerts, des de 1967, pel rabinat ortodox, moltes dones membres del grup han patit agressions per part dels ultraortodoxos i, fins i tot, han estat detingudes per la Policia del Mur.

## Història

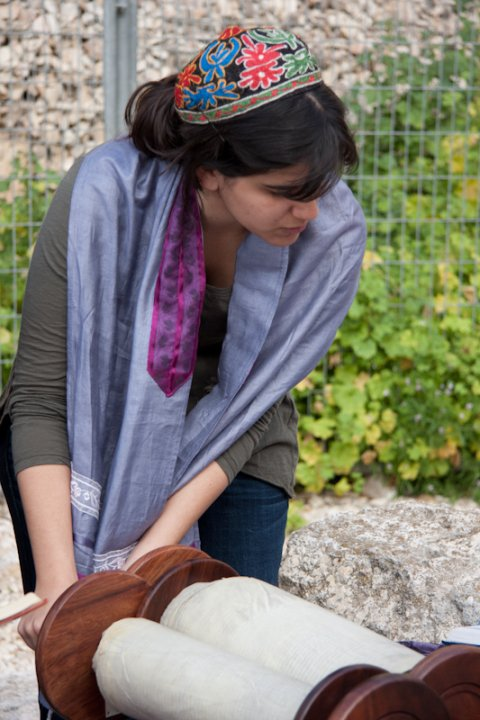
Dona llegint la Torà

El mur de les Lamentacions és un dels indrets sagrats jueus. Havia format part del mur de contenció del Mont del Temple, sobre el qual hi havia hagut el segon Temple de Jerusalem (abans de la seva destrucció per part dels romans l'any 70 dC). Actualment, està sota el control del Gran Rabinat d'Israel i la seguretat del Mur està a càrrec de la Policia del Mur (Kotel).

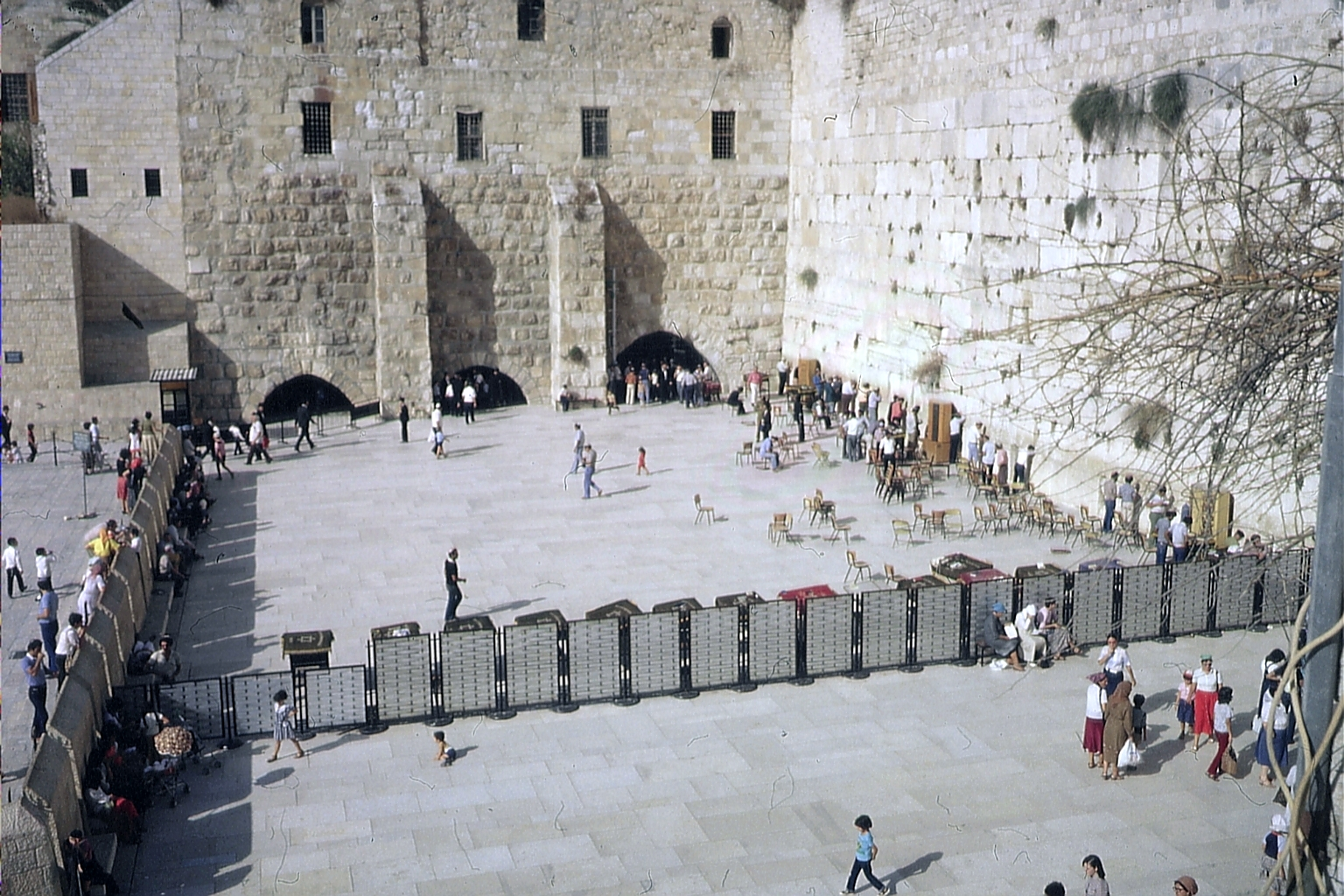
El Mur de les Lamentacions (Kotel)

L'associació Women of the Wall va ser fundada el desembre de l'any 1988, després de la primera conferència feminista jueva internacional (que va tenir lloc a Jerusalem). Un grup de 100 participants es varen reunir al Mur (Kotel) per pregar dins de la secció del Mur reservada per a les dones. Aquell dia, com que duien el mantell de pregària (Tal·lit), les filactèries (tefil·lín) i la quipà, i cantaven i llegien la Torà en veu alta, el grup va ser assaltat verbalment i físicament pels homes ultraortodoxos.

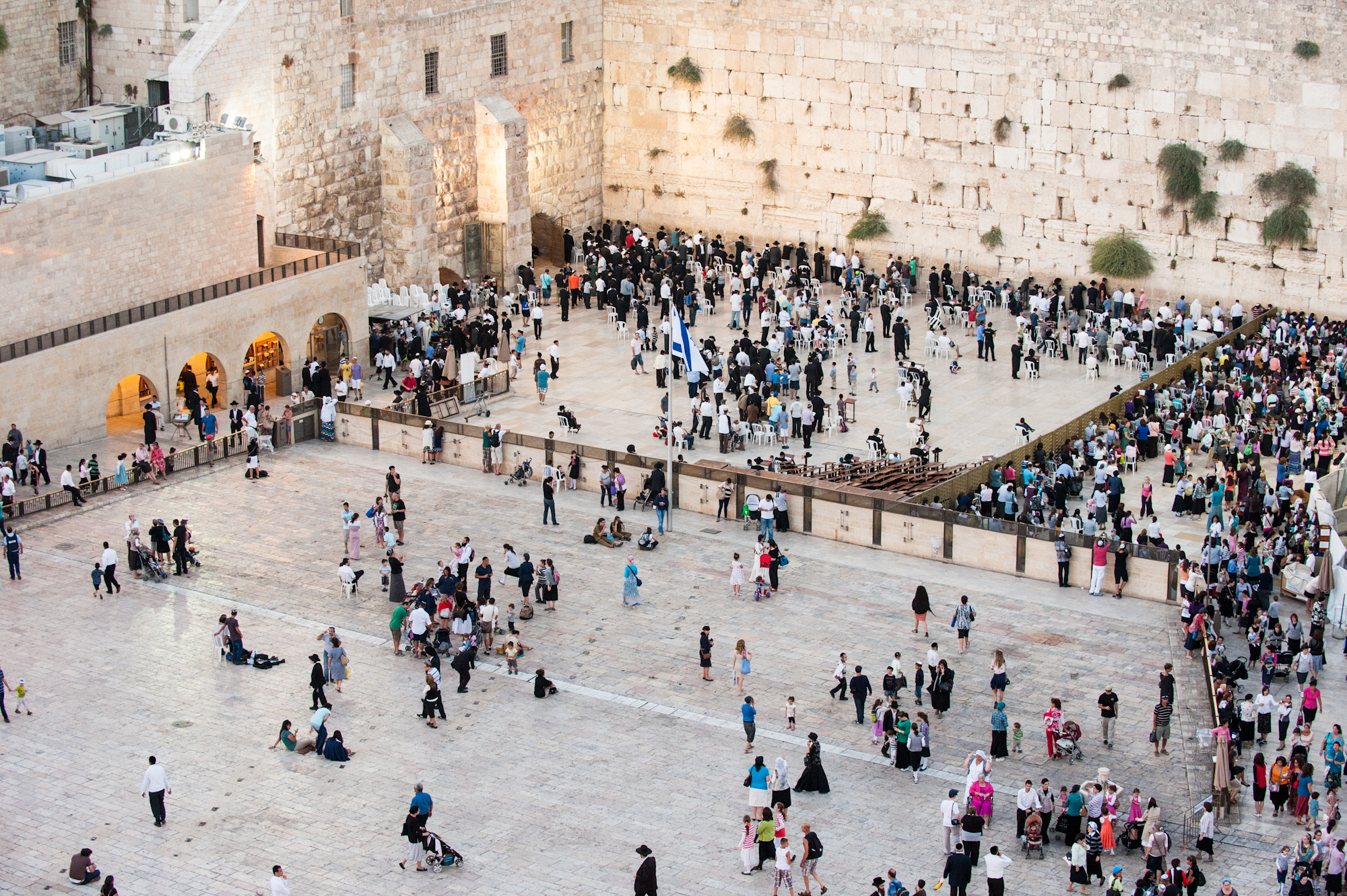
El Mur Occidental abans de pondre's el sol

Des d'aleshores, un grup de dones de Jerusalem va seguir anant a pregar al Mur (Kotel) (malgrat que, sovint, encara són atacades pels ultraortodoxos (haredim)). Després d'un incident força violent, en el qual els homes Haredim varen llençar unes cadires sobre la secció de les dones, l'associació dones del mur va fer una petició al Govern israelià, que va refusar la demanda del grup i va aprovar una llista de prohibicions masclistes (com ara prohibir a les dones poder pregar en grup, tocar un rotlle de la Torà o portar el mantell de pregària (Tal·lit)). Les dones del mur creuen que un rotlle de la Torà no pot esdevenir impur si una dona el toca. Tot seguit, després dels violents atacs per part dels homes Haredim, l'associació plantà cara de nou per obtenir el dret d'organitzar les pregàries al Mur (Kotel) i per contestar la posició del govern d'Israel. Les diferències religioses varen arribar fins al Tribunal Suprem d'Israel i hi va haver una sèrie de debats a la Kenésset. El 22 de maig de 2002, la Cort Suprema d'Israel va decidir que era totalment legal que les dones del mur organitzessin grups de pregària i de lectura de la Torà a la secció del Mur reservada per a les dones. Quatre dies més tard, els partits ultraortodoxos, un d'ells el partit Xas, varen promoure diversos projectes de llei per anul·lar la decisió de la Cort Suprema d'Israel i un projecte de llei per qualificar de delicte criminal per a la dona el fet de pregar al Mur Occidental d'una manera no tradicional, delicte punible amb una pena de fins a set anys de presó. Tot i que la llei no va arribar a ser aprovada per la Kenésset, la Cort Suprema va reconsiderar la seva primera decisió. Així doncs, el 6 d'abril del 2003, la Cort Suprema va revocar la seva decisió i, per 5 vots contra 4, va confirmar la decisió del Govern israelià de prohibir a les dones del mur poder llegir la Torà o poder dur al damunt el mantell de pregària (Tal·lit), i les filactèries (Tefil·lín) al Mur de les Lamentacions, amb base en l'argument que això representava una amenaça a l'ordre i a la seguretat, però, alhora, la Cort Suprema va demanar al govern israelià la disposició d'un indret diferent (conegut com l'Arc de Robinson) on les Dones del Mur poguessin ressar.

## Arrestos
Diverses membres del grup feminista han estat arrestades pels actes que les dones del mur varen dur a terme després de la decisió de la Cort Suprema. Nofrat Frenkel va ser arrestada per dur un mantell de pregària (Tal·lit) i per haver portat una Torà als braços en novembre de 2009. No va ser acusada, però se li va prohibir qualsevol visita al Mur durant dues setmanes. La persona responsable de l'associació, Anat Hoffman, va ser interrogada per la policia en gener de 2010. Li varen prendre mostres de les empremtes dactilars i la van amenaçar que l'acusarien d'haver comès un crim per la seva implicació en els actes de l'associació de dones del mur que es van produir en desembre de 2009. El 12 de juliol de 2010, Hoffman va ser arrestada per dur als braços un rotlle de la Torà. A més va rebre una multa de 5.000 nous xéquels israelians i la prohibició d'apropar-se al Mur durant un mes.

## Punt de vista de l'Associació de dones del mur
L'Associació dones del mur desitja poder pregar al Mur de manera no tradicional i fonamenta la seva posició en el dret a la igualtat per a les dones i el dret a la llibertat religiosa. La seva missió és presentada a la seva pàgina web a la xarxa.
"Ens comprometem a educar les dones jueves i el públic sobre les ramificacions socials, polítiques i personals de la limitació i de la supressió del dret de les dones a pregar en tant que som un grup en un lloc sant. Considerem que la imposició de la llei i de la societat, amb l'objectiu de silenciar les dones que volen pregar és una violació dels nostres drets cívics, dels nostres drets humans i de la nostra llibertat religiosa. L'educació és la clau per a canviar les lleis i les nostres vides. Cada vegada que ens reunim per pregar, permetem i encoratgem les dones jueves a afegir-s'hi lliurement. Ens col·loquem al capdavant del moviment pel pluralisme religiós a Israel, amb l'esperança d'inspirar i de permetre a les dones d'arreu del món trobar la seva pròpia veu."

## Punt de vista dels haredim ultraortodoxos
Un dels motius dels haredim contra el grup dones del mur és la creença que aquestes dones actuen mogudes per raons polítiques i no pas religioses, és a dir, les acusen de no tenir el veritable desig de pregar.
El Rabí Moshe Feinstein, un erudit del Talmud i expert en la llei jueva, va decidir que els grups d'oració de les dones haurien d'estar permesos només quan la seva motivació sigui considerada honesta pels rabins i no pas quan aquesta motivació es trobi influïda pel feminisme.
Els rabins Dov Frimer i Arye, els opositors haredim, van decidir que les oracions en grup de les dones no eren compatibles amb la llei jueva. Segons el rabí Avi Shafran, l'Associació de dones del mur ha desobeït les instruccions del rabí del mur i dels rabins d'Israel.
A més a més de la seva oposició a l'associació de les dones del mur', la comunitat ultraortodoxa està en contra de les dones que canten en presència dels homes i que llegeixen la Torà i del fet que les dones puguin portar el tal·lit i les tefil·lín, ja que aquestes són les peces de roba tradicionalment usades pels homes en el judaisme ortodox. Totes aquestes pràctiques han estat prohibides per les autoritats religioses ultraortodoxes dels haredim.